# Tierra Blanquita
Tierra Blanquita är en ort i Mexiko.   Den ligger i kommunen Cochoapa el Grande och delstaten Guerrero, i den sydöstra delen av landet, 250 km söder om huvudstaden Mexico City. Tierra Blanquita ligger 2 600 meter över havet och antalet invånare är 171.
Terrängen runt Tierra Blanquita är varierad. Tierra Blanquita ligger uppe på en höjd. Runt Tierra Blanquita är det ganska tätbefolkat, med 60 invånare per kvadratkilometer. Närmaste större samhälle är Malinaltepec, 18,2 km väster om Tierra Blanquita. I omgivningarna runt Tierra Blanquita växer huvudsakligen savannskog.